# Ernst Florey
Ernst Florey (* 3. April 1927 in Salzburg; † 26. September 1997 in Konstanz)  war ein österreichischer Zoologe, Neurobiologe und Wissenschaftshistoriker.

## Leben und Werk
Florey wurde am Ende des Zweiten Weltkriegs noch zur Wehrmacht einberufen und verwundet (an Hand und Ohr, was eine beabsichtigte Musikerkarriere verhinderte). Er studierte Philosophie, Botanik und Zoologie in Salzburg, Wien und Graz, mit der Promotion 1950 über Neuropharmakologie.
Als Post-Doktorand war er mit einem Fulbright-Stipendium bei Cornelis A. G. Wiersma am California Institute of Technology, wo er sich der neurobiologischen Forschung an Flusskrebsen als Versuchstieren zuwandte (speziell dem Dehnungsrezeptor). Danach forschte er an der Universität Göttingen, der Universität  Würzburg und der Universität Montreal, bevor er 1956 Professor für Zoologie an der University of Washington wurde, an der er der Abteilung Allgemeine und vergleichende Physiologie vorstand.
Ab 1968 war er Professor für Neurobiologie an der damals neu gegründeten Universität Konstanz. Dort erneuerte er den Lehrplan und führte den obligatorischen Labor-Wechsel von Doktoranden ein. Im Sommer forschte er meist an Meeresforschungsinstituten rund um die Welt (besonders an dem von Neapel). 1992 wurde er emeritiert. Er starb an Bauchspeicheldrüsenkrebs.
Florey entdeckte 1953/1954 bei der Untersuchung von Flusskrebsen den Neurotransmitter γ-Aminobuttersäure (GABA), der im Gegensatz zu den bis dahin bekannten Transmittern hemmend wirkte, weshalb die Entdeckung damals auf große Skepsis stieß. Florey nannte ihn zuerst Factor I und charakterisierte ihn 1957 als GABA. Später setzte sich die Erkenntnis durch, dass die Hemmung von Nervenzellen genauso wichtig wie deren Erregung ist. Er ist Mitbegründer des Konzepts des Neuromodulators (1967).
Er befasste sich auch mit philosophischen Fragen (Leib-Seele-Problem) und Wissenschaftsgeschichte der Neurobiologie (er war Präsident der Deutschen Gesellschaft für Geschichte und Theorie der Biologie). Sein Lehrbuch der vergleichenden Physiologie war lange ein Standardwerk in den USA und Deutschland. Er schrieb eine Biographie von Franz Anton Mesmer.
Von 1971 bis 1972 war er Präsident der Deutschen Zoologischen Gesellschaft. Mit Graham Hoyle gründete er in den 1960er Jahren die jährliche West Coast Conference on Excitable Systems und mit  Otto Creutzfeldt begründete er 1973 die Göttinger Neurobiologen-Tagungen. Seit 1982 organisierte er die Tagung der Nobelpreisträger in Lindau.

## Schriften
- An introduction to General and Comparative Animal Physiology. Saunder, 1966.
  - Deutsche Übersetzung: Lehrbuch der Tierphysiologie Eine Einführung in die allgemeine und vergleichende Physiologie der Tiere. Thieme, 1970, 1994.
- mit Olaf Breidbach (Herausgeber): Das Gehirn – Organ der Seele? Zur Ideengeschichte der Neurobiologie. Akademie Verlag, 1993.
- Ars Magnetica, Franz Anton Mesmer, 1734–1815, Magier vom Bodensee. Universitätsverlag Konstanz 1995. ISBN 3-87940-483-6